# Gobernación de Vicente Yáñez Pinzón
En 1501 los reyes de España crearon dos gobernaciones en la costa de América del Sur, en un intento por incentivar la búsqueda del paso de la Especiería, pese a que Cristóbal Colón era el virrey de Indias. Una de esas gobernaciones fue para Alonso de Ojeda en la costa de Venezuela (Gobernación de Coquibacoa) y la otra para Vicente Yáñez Pinzón en la costa norte del Brasil.

## Historia
La gobernación otorgada a Vicente Yáñez Pinzón iba desde el cabo de Santa María de la Consolación (posiblemente el cabo San Agustín) hasta el río de Santa María de la Mar Dulce (río Amazonas). Estaba íntegramente en territorios adjudicados a Portugal por el Tratado de Tordesillas.
Como parte de los denominados viajes menores o andaluces que la Corona española había autorizado en desmedro de Colón, Vicente Yáñez Pinzón había descubierto el Brasil el 26 de enero de 1500 cuando desembarcó, nombró y tomó posesión del cabo de Santa María de la Consolación. Siguió luego la costa hacia el noroeste descubriendo el río Amazonas hasta alcanzar Paria y vía La Española regresar a España.
Este viaje, que fue el más largo e importante realizado en la época por sus resultados geográficos, fue en cambio un desastre económico. Pese a todo, los reyes se mostraron muy interesados por la posesión de la inmensa costa descubierta por Pinzón, así que trataron de estimularlo para que volviera a ella, por lo que el 5 de septiembre de 1501 firmaron con él una capitulación en la que, entre otras cosas lo nombran Capitán y Gobernador:

Primeramente, que por quanto vos el dicho Bicente Yáñes Pincón, vecino de la villa de Palos, por nuestro mandado e con nuestra licencia e facultad fuistes a vuestra costa e mynsión con algunas personas e parientes e amigos vuestros, a descubrir en el mar océano a las partes de las Yndias con quatro navios, adonde con el ayuda de Dios Nuestro Señor e con vuestra yndustria e trabajo e diligençia descobristes ciertas yslas e tierra firme, [a lasl que posistes los nonbres siguientes: Santa María de la Consolación e Rostro Hermoso; e dende allí seguistes la costa que se corre al Norueste fasta el Río Grande que llamastes Santa María de la Mar Dulce; e por el mismo Norueste toda la tierra de luengo fasta el cabo de San Biçente, que es la misma tierra, donde por las descobrir e allar posistes vuestras personas a mucho riesgo e peligro por nuestro servicio. e sufristes muchos trabqjos e se vos recreció nuchas pérdidas e costas. E acatando el dicho seruicio que Nos fezistes e esperamos que nos hareys de aquí adelante, tenemos por bien e queremos que, en quanto nuestra merced e voluntad fuere, ayades e gozedes de las cosas que adelante en esta capitulación serán declaradas e contenidas.

Conviene a saber: en remuneración de los seruicios e gastos e los daños que se vos recrecieron en el dicho viaje, vos el dicho Bicente Yáñes, quanto nuestra merced e voluntad fuere, seades nuestro Capitán e Governador de las dichas tierras de suso nonbradas, desde la dicha punta de Santa María de la Consolación seguyendo la costa fasta Rostro Fermoso, e de allí toda la costa que se corre al Norueste hasta el dicho río que vos possistes nonbre Santa María de la Mar Dulce, con las yslas questán a la boca del dicho río, que se nonbra Mariatanbalo; el qual dicho oficio e cargo de Capitán e Governador podades vsar e exercer e vsedes e exercedes por vos o por quien vuestro poder oviere, con todas las cosas anexas e concernientes al dicho cargo, segund que lo vsan e lo pueden e deven usar los otros nuestros capitanes e governadores de las semejantes yslas e tierra nuevamente descubiertas.

Los Reyes Católicos demostraban con esto que concedían mucha importancia a los descubrimientos de Pinzón y que confiaban en su valía para seguir prestándoles servicios, por eso, para premiarlo por lo que había conseguido, al mismo tiempo que lo animaban y ayudaban para seguir sirviéndoles, el viernes 8 de octubre de 1501 fue nombrado caballero por el rey Fernando el Católico en la torre de Comares de la Alhambra, el Palacio Real de Granada.
Vicente Yáñez Pinzón no pudo o no quiso realizar este viaje. Generalmente se suele decir que la falta de recursos le impidió realizarlo. Sin embargo, Yáñez podía conseguir crédito cuando era necesario, aunque fuera a muy altos intereses, por lo que es posible que ya en esa fecha tan temprana dudara, a raíz de los viajes portugueses a esas costas, de la soberanía de los reyes españoles sobre ellas en razón del Tratado de Tordesillas y por consiguiente, de su facultad para otorgarle a él su gobernación.
Al no realizar el viaje, la gobernación quedó anulada:

Yten, que si vos el dicho Bicente Yáñes Pincón quisierdes yr dentro de vn año, que se cuente del dia de la fecha desta capitulaçión e asiento, con algund navío o navíos a las dichas yslas e tierras e nos a rescatar e traer qualquier cosa de ynterese e prouecho, que por el mismo viaje que fuerdes, sacando primeramente para vos las costas que ovierdes fecho en los fletes e armasón del dicho primero viaje, que del ynterese que remaneciere ayamos e llevemos Nos la quinta parte e vos el dicho Bicente Yáñes las quatro quintas partes, con tanto que no podays traer esclavos ni esclavas algunas ni vayáys a las yslas ni tierra firme que hasta oy son descubiertas o se han de descobrir por nuestro mandado e con nuestra licencia, ni a las yslas e tierra firme del Serenísimo Rey de Portogal y Príncipe, nuestro muy caro e muy amado fijo, nin podades dellas traer ynterese ni provecho alguno, síno mantenimiento para la gente que llevardes, por vuestros dineros; e pasando el dicho año no podades gosar ni gozedes de lo contenido en este dicho capítulo.